# ГЕС Webbers Falls
ГЕС Webbers Falls – гідроелектростанція у штаті Оклахома (Сполучені Штати Америки). Знаходячись між ГЕС Кейстоун (вище по течії) та ГЕС Rober S Kerr, входить до складу каскаду на річці Арканзас, правій притоці Міссісіпі (басейн Мексиканської затоки). 
В межах проекту річку перекрили комбінованою греблею висотою 26 метрів та довжиною 1332 метра, яка включає бетонну ділянку з водоскидами, машинним залом та судноплавним шлюзом (розміри камери 183х34 метри) і прилягаючу до неї ліворуч земляну секцію. Ця споруда утримує водосховище з площею поверхні 47 км2 та об’ємом 210 млн млрд м3. 
Інтегрований у греблю машинний зал обладнаний трьома пропелерними турбінами мало поширеного типу – з похилою віссю. Вони мають потужність по 25,2 МВт та працюють при напорі від 5,2 до 9,5 метра.